# Chiesa di San Zanobi a Casignano
La chiesa di San Zanobi si trova a Casignano nel comune di Scandicci.

## Storia
Secondo uno scritto risalente al 1604, nel luogo dove oggi sorge la chiesa, San Zanobi avrebbe fondato un oratorio nell'estate del 397 esattamente il 1 luglio del 397 dedicandolo a Gesù Salvatore. Il 15 gennaio 824 il vescovo di Fiesole che si chiamava Zanobi avrebbe consacrato la chiesa dedicandola a San Zanobi stesso.
Le notizie certe risalgono però al 1058, anno in cui la chiesa risulta iscritta tra quelle censuarie del vescovo fiorentino. In seguito passò alla canonica di Mosciano ma il 6 novembre 1187 venne passata alla pieve di Giogoli da papa Gregorio VIII; la chiesa era stata assegnata a Giogoli già da papa Lucio III tra il 1181 e il 1185.

La situazione economica della chiesa era pessima tanto che il rettore Diotisalvi Taiuti si impegnò a pagare per il mantenimento delle esercito fiorentino in data 19 luglio 1260 solo 1 staia di grano; la situazione non migliorò negli anni seguenti tanto che nelle decime del 1276 e del 1302 la chiesa risulta tassata per 2 lire e 14 soldi l'anno. Le scarse risorse economiche impedirono che fosse realizzato quanto Ubaldino Guadagni aveva lasciato come testamento; in quel documento, datato 28 aprile 1310 si legge 
Nel XVI secolo l'edificio venne totalmente restaurato. Nel 1645 fu costruita la canonica (su una lapide si legge MDCXXXXV JOHANNES BADINI ADIUNXIT ), mentre nel 1648 e nel 1658 furono costruiti gli altari laterali. Nel 1758 venne realizzata la balaustra del presbiterio mentre nel 1872 venne costruita la nuova sacrestia.
Nuovi lavori di restauro vennero effettuati nel 1965, in quell'occasione fu riaperta la finestra a campana posta nella facciata inoltre venne rimossa la stuoia ottocentesca e smonacata una parte delle mura esterne. Con i lavori di restauro eseguiti dal 2000 al 2003 sono stati riportati alla luce l’abside originale della chiesa antica risalente al 397 e l’ingresso della piccola chiesa fondata da San zanobi stesso, se ne possono ammirare i resti che si trovano sul presbiterio sotto una lastra di vetro calpestabile e che gli donano un aspetto elegante e signorile. Inoltre è stato riportato alla luce tutto il fila rettò interno delle due pareti laterali risalente all’VIII secolo.
 Titolari della Chiesa 
- Giovanni Alessandrini (1847-1883);
- Federigo Menegatti (1885- 1892);
- Silvio Caitti (1893- 1911);
- Bruno Sommazzi (1912-1913);
- dal 1913 sede vacante
- Pietro Mazzei (1920- 1951);
- R. Matti (anni 50 -....)
- Alberto Alberti (1/9/1962- 1/11/1984)
- Stefano Tarocchi (1/11/1984- 1/7/1985)
- Tito Palanti (1/7/1985- 16/7/1991)
- Alessandro Rugi (amministratore generale dall'1/10/1994)

Amministratore parrocchiale: Mauro Ferri 1993
Responsabile pastorale: diacono Claudio Raspollini 1993

## Descrizione
Si mostra oggi con una facciata intonaca dalle linee settecentesche, più alta del corpo di fabbrica della navata e ingentilita dalla profonda finestra a campana centrale e dai due vasi in terracotta in sommità.
L'interno con i lavori di restauro del 2000 ha ritrovato il suo splendore riportando alla luce tutto il fila rettò in pietra, oltre ai resti della chiesa originaria. Il patronato di famiglie fiorentine come i Guadagni e i Pucci ha contribuito a dotare la chiesa di opere d'arte come la Madonna del Rosario col Bambino, attribuita a Francesco Curradi, e la Madonna col Bambino in gloria venerata dai Santi Girolamo e Zanobi (XVII secolo). Sulla parete alla sinistra del presbiterio è incassato un grazioso tabernacolo in pietra serena del XV secolo destinato alla custodia degli oli sacri. Sul fondo del presbiterio è stata riaperta la monitora che contiene un volto di San Zanobi policromo realizzata dal Maestro Dallara di Arezzo. Mentre sulle due pareti della navata sono affisse le 14 stazioni della via Crucis realizzate in bronzo dal Maestro Marco Orsucci.